# River-Gambia-Nationalpark
Der River Gambia National Park (RGNP) ist ein Nationalpark im westafrikanischen Staat Gambia.

## Topographie
Der 1978 eingerichtete Nationalpark befindet sich in der Central River Region, Distrikt Niamina East. Er liegt am linksseitigen Ufer des Flusses Gambia. Zu dem Park gehört die 585 Hektar große Inselgruppe Baboon Islands, die eine größere Binneninsel und vier kleinere Inseln umfasst. Der Nationalpark ist nicht für die Öffentlichkeit geöffnet.
Am linksseitigen Ufer schließt sich der Nyassang Forest Park an. Auf manchen Karten sind beide Parks als gemeinsame Fläche dargestellt.

## Flora
Der der vorherrschende Vegetationstyp auf den flachen Baboon Islands ist tropischer Regenwald in Form eines Galeriewaldes.

## Fauna
Es findet dort seit 1979 ein bekanntes Schimpansen-Auswilderungsprojekt, das Chimpanzee Rehabilitation Project (CRP), unter der Leitung von Stella Marsden (Tochter von Eddie Brewer) statt. Hier wurden aus mehreren Ländern aus illegalem Tierhandel konfiszierte Schimpansen wieder ausgewildert. Für ihre Arbeit wurde Marsden der britische O.B.E. von der Queen verliehen. Die Primaten wurden vor 1979 im Abuko Nature Reserve aufgezogen. Heute leben mehrere Schimpansengruppen, unbehelligt vom Menschen, auf den drei großen Flussinseln (435 h, 77 h und 53 h). Sie vermehrten sich in der dritten Generation auf 77 Exemplare(Stand Juli 2006). In freier Wildbahn sind Schimpansen schon im frühen 20. Jahrhundert in Gambia verschwunden.
Zum Schutz der Tiere und Besucher, denn Schimpansen können sehr aggressiv gegenüber Menschen werden, ist das Betreten der Inseln nicht erlaubt. Ausnahmen sind nur mit behördlicher Genehmigung möglich. Selbst die Umrundung der Inseln mit Booten wurde 1998 drastisch eingeschränkt. Tierhändler versuchten in der Vergangenheit auch schon mehrmals Schimpansen illegal aus dem Park zu rauben.
Neben den Gemeinen Schimpansen (Pan troglodytes verus) leben im Park noch Guinea-Paviane (Papio papio), Westliche Grünmeerkatzen (Chlorocebus sabaeus) und Westafrikanische Stummelaffen (Piliocolobus badius), wobei der Guinea-Pavian recht häufig vertreten ist. Andere Säugetiere sind die recht zahlreichen Warzenschweine (Phacochoerus africanus) und ein paar Flusspferde (Hippopotamus amphibius), welche in Gambia selten gewordenen sind. Des Weiteren leben hier Erdferkel (Orycteropus afer senegalensis), Honigdachse (Mellivora capensis), Serval (Leptailurus serval brachyura), Haussa-Ginsterkatzen (Genetta thierryi), Kapotter (Aonyx capensis), Afrikanischer Manati (Trichechus senegalensis).
Unter den Antilopen sind der Buschbock (Tragelaphus scriptus), Maxwell-Ducker (Cephalophus maxwellii) und Kronenducker (Sylvicapra grimmia) anzutreffen. Reptilien sind ebenfalls zahlreich vertreten, wie das Nilkrokodil (Crocodylus niloticus), Schlangen und Eidechsen. Die Vogelwelt ist sehr vielfältig und artenreich.